# Scoville-Skala

Strukturformel des Capsaicins

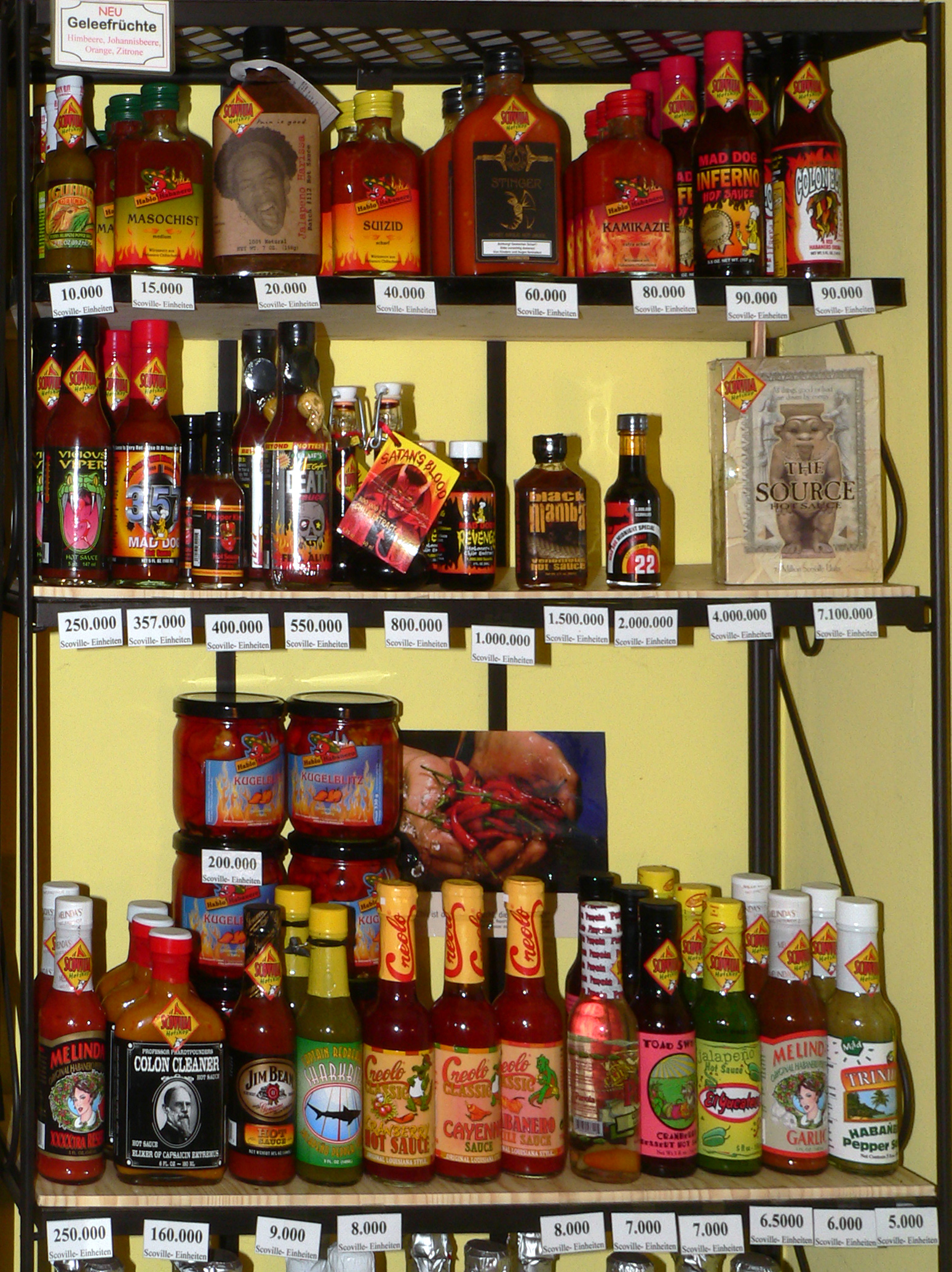
Chilisaucen mit verschiedenen Schärfegraden

Die Scoville-Skala ist eine Skala zur Abschätzung der Schärfe von Früchten der Paprikapflanze. Der Schärfegrad wird in Scoville-Einheiten (SCU für Scoville Units, auch: SHU für Scoville Heat Units) gemessen. Auf der Scoville-Skala, die 1912 von dem Pharmakologen Wilbur L. Scoville entwickelt wurde, beruht der Scoville-Test (ursprüngliche Bezeichnung Scoville Organoleptic Test). Zunächst wurde der Schärfegrad indirekt und rein subjektiv ermittelt, heute kann er jedoch auch messtechnisch bestimmt werden. Der Wert ist abhängig vom Anteil des in der getrockneten Frucht enthaltenen Capsaicins, eines Alkaloids, das Schmerzrezeptoren der Schleimhäute reizt und so die Schärfeempfindung auslöst.

## Ursprüngliches Verfahren nach Scoville
Wilbur L. Scoville beschrieb in seinem Artikel im Journal of the American Pharmacists Association eine Vorgehensweise zur Bestimmung des Capsaicin-Gehalts durch Verdünnen und Verkosten. Probanden wurden gebeten, eine immer weiter verdünnte Lösung der zu untersuchenden Probe zu verkosten und auszusagen, ob sie Schärfe feststellen konnten oder nicht. Der Grad der Verdünnung, bei dem keine Schärfe mehr festzustellen war, wurde als Scoville-Grad (SCU für Scoville Units, auch: SHU für Scoville Heat Units) angegeben. Paprika ohne feststellbare Schärfe haben den Scoville-Grad 0, reines Capsaicin entspricht 16.000.000 Scoville. Das so beschriebene Verfahren hatte jedoch einige bedeutende Einschränkungen: Zum einen besitzt jeder Mensch eine unterschiedliche Toleranz gegenüber Capsaicin, zum anderen wird durch ständige Capsaicinaufnahme diese Toleranzschwelle heraufgesetzt. Somit ist für das Ergebnis nicht nur die Auswahl der Probanden ausschlaggebend, sondern auch, wie viele Einzeltests bereits mit einem einzelnen Probanden durchgeführt wurden.
Einfach ausgedrückt wird das Verhältnis zwischen zu bestimmender und zur Verdünnung verwendeter Flüssigkeit (i. d. R. Wasser) festgestellt. Das bedeutet, dass z. B. für 1 Milliliter reinen Capsaicins 16 Millionen ml (= 16 m³ = 16.000 Liter) Wasser benötigt werden, um keine Schärfe mehr festzustellen.

### Fehlerquellen bei der Bestimmung des Scoville-Grades
Viele Messungen – besonders die Rekordmessungen – der Scoville-Grade wurden angezweifelt. So wurde beispielsweise die Messung von 855.000 Scoville-Einheiten bei einer Frucht der Sorte Naga Jolokia durch indische Wissenschaftler allgemein angezweifelt, und auch für die Messung von 577.000 Scoville-Einheiten bei der Habanero-Züchtung Red Savina gibt es keine genauen Belege.
Es ist wichtig, aus welchem Pflanzenteil die Proben entnommen wurden, da in der Plazenta deutlich mehr Capsaicin gespeichert wird als beispielsweise im Fruchtfleisch. Die Samen der Chili enthalten kein Capsaicin, sind aber mit der extrem scharfen Plazenta in direktem Kontakt, so dass sie oft ebenfalls als scharf schmeckend beschrieben werden. Da sich selbst Früchte ein und derselben Pflanze erheblich in ihrer jeweiligen Schärfe unterscheiden können, ist für eine aussagekräftige Bestimmung eine entsprechend große Grundgesamtheit untersuchter Früchte und Pflanzen nötig.

## Heute verwendetes Verfahren

Strukturformel von Dihydrocapsaicin

Das heute gebräuchliche Verfahren zur Bestimmung der Schärfe ist die Hochleistungsflüssigkeitschromatographie (HPLC). Dieses Verfahren identifiziert und misst z. B. die Konzentration der verschiedenen Hitze- bzw. Schärfeempfinden erzeugenden Capsaicinoide. Dabei werden die prozentualen Anteile der zwei häufigsten Capsaicinverbindungen (Capsaicin, Dihydrocapsaicin sowie gelegentlich noch Nordihydrocapsaicin) gemessen. Die Messungen der einzelnen Chemikalien werden dabei bezüglich ihres relativen Schärfeempfindens gewichtet.
Aufgrund des Bekanntheitsgrades der Scoville-Skala werden die Ergebnisse der HPLC, die eigentlich in Schärfeeinheiten der American Spice Trade Association (ASTA) angegeben werden, in der Regel in das Scoville-Bezugssystem umgerechnet. Die Umrechnung ist jedoch nur annähernd genau und liefert tendenziell zu geringe Scoville-Werte.

## Andere Skalen zur Schärfeangabe
Da sich in verschiedenen Chilisorten unterschiedliche Anteile der verschiedenen Capsaicinoide befinden und durch Unterschiede in der Empfindlichkeit gegenüber dieser Capsaicinoide das eigentliche Schärfeempfinden nicht unbedingt mit dem Scoville-Wert übereinstimmt, existieren noch weitere Skalen, um die Schärfe von Chilis anzugeben.
Eine recht gebräuchliche Skala, die wahrscheinlich aus Mexiko stammt, ist eine subjektiv bestimmte Einordnung in ganzzahlige Werte von 1 bis 10. Oft wird die Schärfe von frischem Chili, Chilipulvern und -saucen sowie Gewürzmischungen mit diesen Werten angegeben. Um noch weitere Genauigkeit und Differenzierungsmöglichkeiten zu ermöglichen, werden die Werte zum Teil noch mit „+“ ergänzt. Für einige Habanero-Arten wird die Schärfe mit „10++“ angegeben. Eine Angabe von höheren Schärfegraden, wie von reinem Capsaicin, ist mit dieser Skala nicht möglich und auch nicht sinnvoll, da von Menschen extrem hohe Capsaicin-Konzentrationen nicht unterschieden werden können.
Ähnlich der Scoville-Skala aufgebaut ist die Pepper Hotness Scale oder Dremann Hotness Scale, welche Craig C. Dremann 1984 entwickelte. Die Skala beschreibt das Verhältnis zwischen der Menge an Salsa und der darin verwendeten Menge an Chilis, so dass gerade ein erkennbarer Grad an Schärfe vorhanden ist. Aufgrund dieser Definition ist die Skala nur kulinarisch interessant, wird aber auch hier nur selten angewendet.
Unter anderem in Restaurants und auf den Verpackungen einiger Lebensmittel findet man noch verschiedene andere, meist frei erfundene Schärfeskalen. Meist wird zunehmende Schärfe durch eine höhere Anzahl an abgebildeten Chilis dargestellt. Teilweise wird die Darstellung noch durch die unterschiedliche Farbgebung unterstützt. Beispielsweise kann ein grüner Chili als mild gelten, zwei gelbe als mäßig scharf und drei rote Chilis als scharf.

## Schärfegrad einer Chilifrucht
Die meisten Angaben über die Schärfe einer Chilisorte geben entweder eine typische Spanne an oder sie sind im Fall von Rekordmeldungen meist nur eine Maximalzahl. Die Schärfe einer einzelnen Sorte kann kaum exakt angegeben werden. Viele Faktoren wie Licht, Wasser, Boden und Erntezeitpunkt entscheiden über den Anteil an Capsaicin in einer Chilischote. Das kann so weit gehen, dass unter Sonnenlicht angebaute extrem scharfe Sorten wie Habaneros beim Winteranbau im Gewächshaus keine wahrnehmbare Schärfe mehr aufweisen.
Auch gleichzeitig von derselben Pflanze geerntete Chilifrüchte können unterschiedliche Schärfegrade aufweisen.

## Übersicht einiger Scoville-Grade
Wenn nicht anders angegeben, gehören die Chilisorten jeweils zur am weitesten verbreiteten Art C. annuum.
| Scoville-Grad      | Beispiel                                                                                 |
| ------------------ | ---------------------------------------------------------------------------------------- |
| 00.000.000         | keine Schärfe, kein Capsaicin enthalten                                                  |
| 00.000.000–10      | Gemüsepaprika                                                                            |
| 00.000.100–500     | Peperoni                                                                                 |
| 00.001.000–10.000  | Sambal                                                                                   |
| 00.002.500–5.000   | Tabascosauce (aus einer C.-frutescens-Chili-Züchtung)                                    |
| 00.002.500–8.000   | Jalapeño-Chili                                                                           |
| 00.030.000–50.000  | reiner Cayennepfeffer (C. annuum*), Urfa biber & Chili Rawit                             |
| 00.050.000–100.000 | Piri Piri (C.-frutescens-Sorte), Tepin-Chili                                             |
| 00.100.000–200.000 | üblicher Pfefferspray gegen Menschen (0,67 bis 1,33 % Capsaicinoide)                     |
| 00.150.000–300.000 | üblicher Pfefferspray zur Bärenabwehr (1,0 bis 2,0 % Capsaicinoide)                      |
| 00.100.000–350.000 | Habaneros (C.-chinense-Sorte)                                                            |
| 00.577.000         | angebliche Messung bei der Habanero-Züchtung Red Savina                                  |
| 00.855.000         | angebliche Messung bei der Sorte „Indian PC-1“ (C.-frutescens-Züchtung)                  |
| 00.923.000         | angebliche Messung bei der Sorte Dorset Naga (C.-chinense-Züchtung)                      |
| 01.000.000         | Messung bei der Sorte Bhut Jolokia (C.-chinense-Sorte**)                                 |
| 01.400.000         | Messung bei der Sorte Trinidad Scorpion Butch Taylor                                     |
| 02.000.000         | Messung bei der Sorte Trinidad Moruga Scorpion                                           |
| 02.200.000         | Messung bei der Sorte Carolina Reaper                                                    |
| 02.700.000         | Messung bei der Sorte Pepper X                                                           |
| 07.100.000         | The Source, lange Zeit schärfste Chilisauce der Welt                                     |
| 09.000.000         | Mad Dog 357 No.9 Plutonium, schärfste Chilisauce der Welt                                |
| 16.000.000         | Blair’s 16 Million Reserve, reines Capsaicin (Kristalle)                                 |
| 4.500.000.000      | Phenylacetylrinvanil, ein synthetisches Capsaicinoid                                     |
| 5.300.000.000      | Tinyatoxin, ein Analogon des Resiniferatoxin                                             |
| 16.000.000.000     | Resiniferatoxin, ein funktionales Analogon des Capsaicins in einigen Wolfsmilchgewächsen |

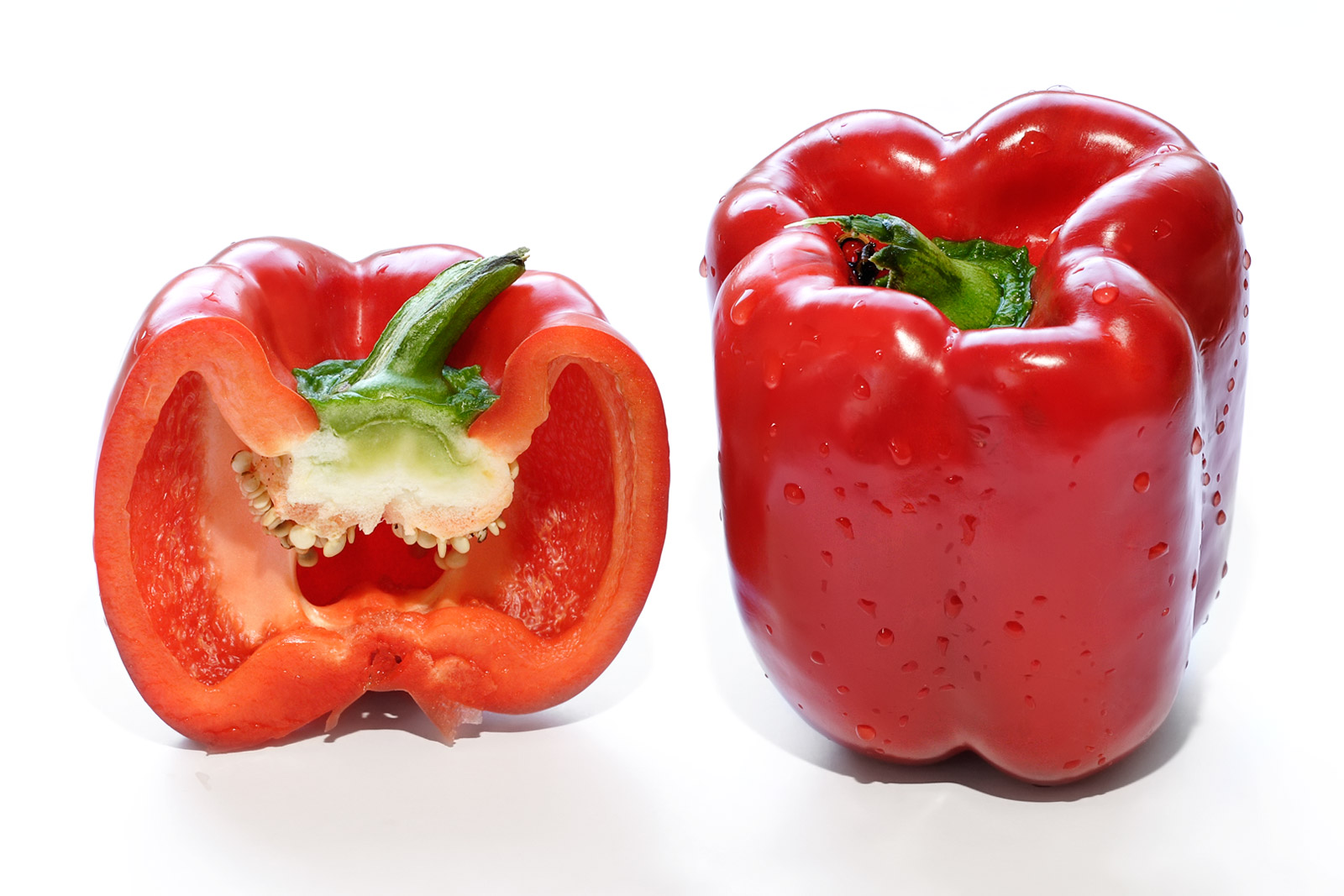
Gemüsepaprika

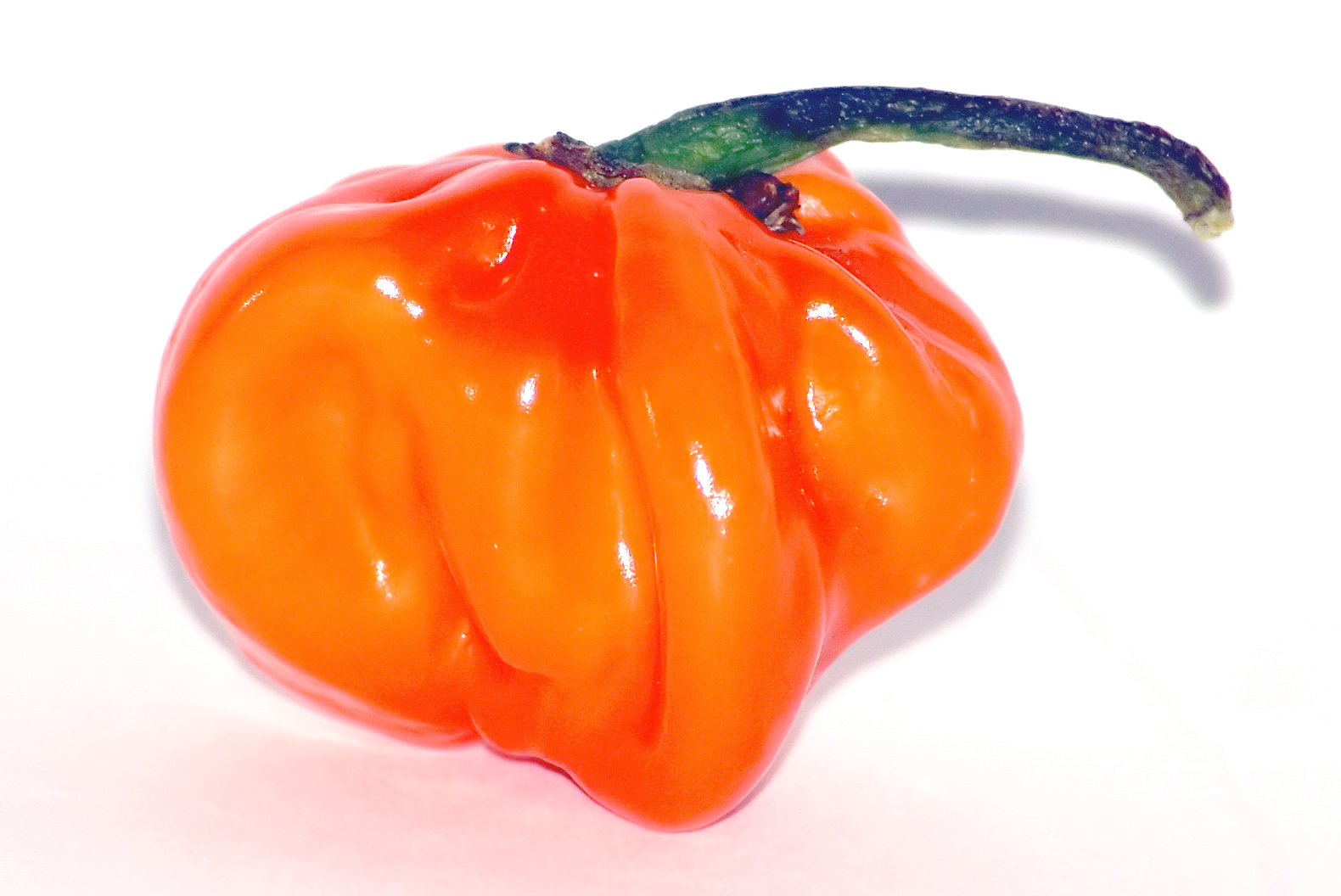
Habanero

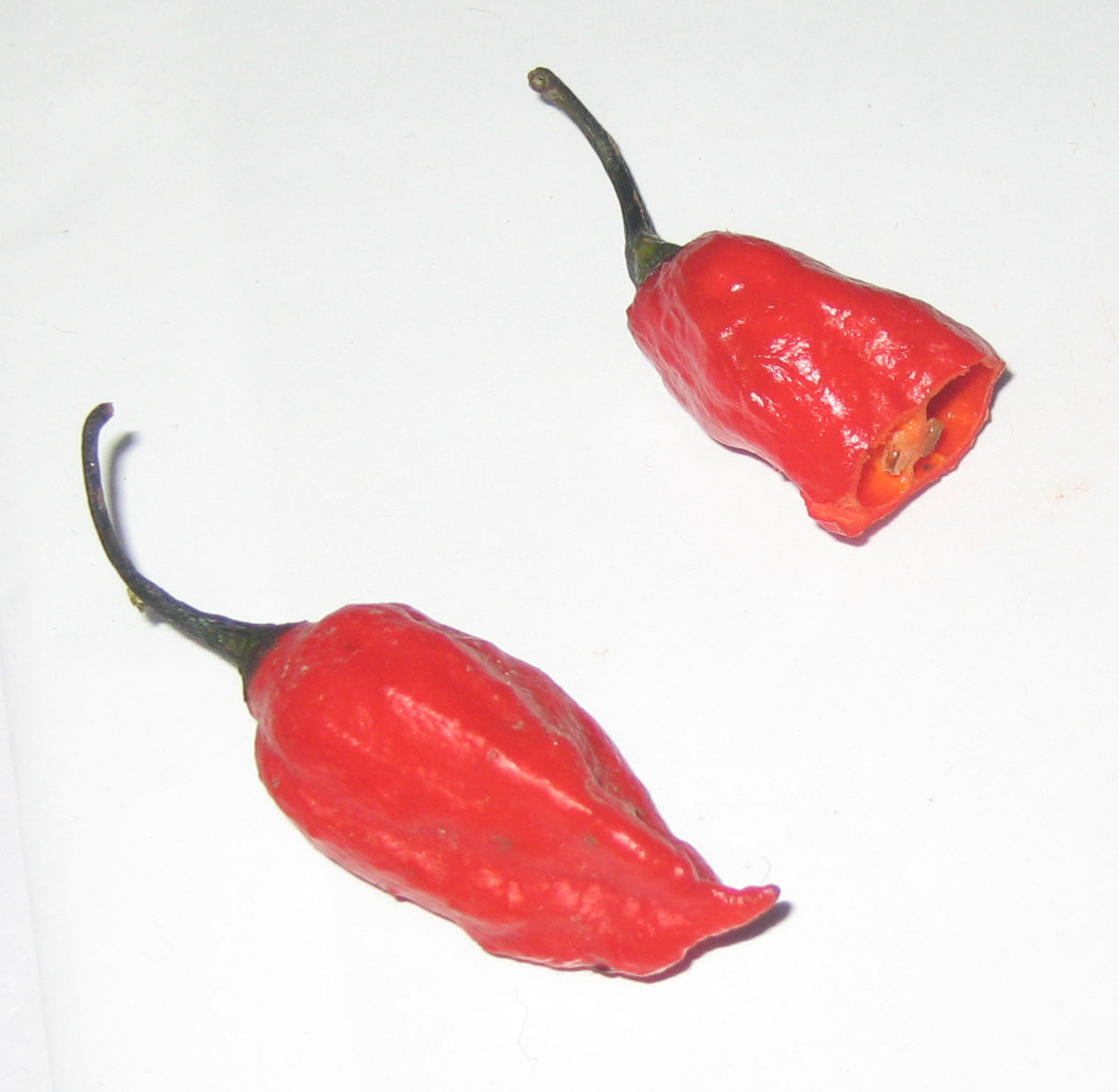
Bhut-Jolokia

  * In der Literatur werden auch manchmal C.-frutescens-Arten als zum Cayenne-Chili gehörig beschrieben.
  ** Bei einer genetischen Analyse wurden acht Marker gefunden, die für C. chinense sprechen, aber auch drei Marker, die für C. frutescens sprechen.